# 시베리아 억류
시베리아 억류는 제2차 세계 대전 종전 후 무장 해제되어 항복한 일본군 포로와 민간인들이 소련에 의해 시베리아 등 소련 각지와 소련의 위성국 몽골 인민공화국 등에 노동력으로 연행되어 장기에 걸친 억류생활과 노예적 강제노동으로 인한 다수의 인적 피해를 일으킨 것이다.

## 같이 보기
- 만주 전략공세작전
- 일본계 러시아인